# Slávek Hamaďák
Slávek Hamaďák (* 18. února 1965 v Hradci Králové) je český hudebník, hudební producent, textař a básník. Pracoval jako úředník, topič, lepič plakátů, poštovní doručovatel, odlévač bércových protéz, hudebník na volné noze, textař v reklamě atd. Od roku 1992 pracuje v elektronických médiích. Od roku 1995 do roku 2005 pracoval jako hudební dramaturg Českého rozhlasu Hradec Králové. Účastník finále Slam poetry 2004 v Olomouci.

## Tvorba
V roce 1982 spoluzakládal Slávek Hamaďák v Hradci Králové jako hráč na baskytaru legendární hradeckou undergroundovou kapelu Čertovi soustružníci, o které lze najít zmínku pouze v knize Excentrici v přízemí, autorů Josefa Vlčka a Aleše Opekara. Skupina se rozešla v roce 1983 po zvýšeném zájmu policie o její koncerty. O pár let později, v roce 1988, Hamaďák spoluzakládá rapovou skupinu HIP-HOP Satelit, která se o šest měsíců později, po odchodu jednoho z členů do zahraničí, přejmenovala na PIRÁTI. Kapela PIRÁTI vydala během následujících dvou let na MC vlastním nákladem dva demosnímky, které po sametové revoluci, hned v roce 1990, vyšly oba na jednom, již oficiálním, nosiči CD PIRÁTI u Indies records.
Po rozpadu PIRÁTŮ pokračoval Slávek Hamaďák s novými muzikanty pod obměněným názvem PIRÁTI 44 a v jiném tzv. alternativním rockovém stylu. S touto skupinou vydal tři alba: Strženi proudem 1992 (Indies records), Boty 1994 (Triton) a Střemhlav do vesmíru 1996 (Sony Music) nominované na alternativní album roku 1996. V roce 1998 pak Hamaďák kapelu rozpustil, ukončil aktivní hraní a věnoval se autorské a producentské činnosti: Satelit Kanibal (2 alba z r. 2000 a r. 2002), The Coolers (r. 2007), Enter (r. 2009) aj.
V roce 2007 vydává básnickou sbírku Živý nedopalky. V roce 2012 se pak Slávek Hamaďák pod pseudonymem Eskamotër vrací nejen k aktivnímu hraní, ale i nahrávání a pod názvem Pohled do ulice vydává na jaře 2013 na labelu INDIES MG debutové album. K písni Měsíc a květina vznikl i videoklip.
V roce 2017 vydává uskupení Eskamotër & Echo Orchestr opět na značce INDIES MG druhé album, nazvané Něžné krveprolití. Stejně jako předchozí CD obsahuje deset skladeb.

## Dílo

### Diskografie
- Čertovi soustružníci – demo Povídala kráva krávě, proč čteš Rudý právo právě? (1983)
- PIRÁTI – demo 1988 a demo 1989, CD PIRÁTI u Indies records (1990)
- PIRÁTI 44 – Strženi proudem (1992), Boty (1994), Střemhlav do vesmíru (1996)
- Eskamotër & Echo Orchestr – Pohled do ulice (2013), Něžné krveprolití (2017)

### Básnická sbírka
- Živý nedopalky (2007) – sbírku přibližuje Slávek Hamaďák těmito slovy: „Je pěkně propálená, má osmdesát stran, otevírá ji intro, uzavírá outro. Uvnitř je rozsekaná na čtyři oddíly, které místy tvoří robustní a místy subtilní texty plné erotického rukopisu J. Vznikala asi tři roky ne příliš intenzivně.”[5]